# Canoa/kayak ai Giochi della XV Olimpiade - K1 1000 metri maschile
La competizione del K1 1000 metri di Canoa/kayak ai Giochi della XV Olimpiade si è disputata il giorno 28 luglio 1952 al bacino del Taivallahti a Helsinki.

## Programma
| Data           | Ora   | Round    | Note                |
| -------------- | ----- | -------- | ------------------- |
| 28 luglio 1952 |       | Batterie | I primi 3 in finale |
| 28 luglio 1952 | 18:00 | Finale   |                     |

## Risultati

### Batterie
| Pos. | Atleta             | Nazione        | Tempo  |
| ---- | ------------------ | -------------- | ------ |
| 1    | Hendrik Verbrugghe | Belgio         | 4'27"7 |
| 2    | Lubomír Vambera    | Cecoslovacchia | 4'30"1 |
| 3    | Bertram Oldershaw  | Canada         | 4'30"7 |
| 4    | Giorgio Piccinelli | Italia         | 4'38"5 |
| 5    | Michael Budrock    | Stati Uniti    | 4'39"5 |
| 6    | Hansrüdi Engler    | Svizzera       | 4'39"7 |
| 7    | Geoffrey Colyer    | Gran Bretagna  | 4'39"9 |

| Pos. | Atleta               | Nazione     | Tempo  |
| ---- | -------------------- | ----------- | ------ |
| 1    | Wim van der Kroft    | Paesi Bassi | 4'20"3 |
| 2    | Meinrad Miltenberger | Germania    | 4'21"2 |
| 3    | Louis Gantois        | Francia     | 4'22"2 |
| 4    | Knud Albjerg         | Danimarca   | 4'24"2 |
| 5    | Per Johnsen          | Norvegia    | 4'25"2 |
| 6    | Josip Lipokatić      | Jugoslavia  | 4'35"2 |
| 7    | Roland Licker        | Lussemburgo | 4'48"1 |

| Pos. | Atleta             | Nazione          | Tempo  |
| ---- | ------------------ | ---------------- | ------ |
| 1    | Thorvald Strömberg | Finlandia        | 4'15"5 |
| 2    | Lev Nikitin        | Unione Sovietica | 4'17"1 |
| 3    | Gert Fredriksson   | Svezia           | 4'17"6 |
| 4    | János Urányi       | Ungheria         | 4'20"9 |
| 5    | Herbert Schreiner  | Austria          | 4'22"9 |
| 6    | Mircea Anastasescu | Romania          | 4'32"9 |

### Finale
| Pos.    | Atleta               | Nazione          | Tempo  |
| ------- | -------------------- | ---------------- | ------ |
| Oro     | Gert Fredriksson     | Svezia           | 4'07"9 |
| Argento | Thorvald Strömberg   | Finlandia        | 4'09"7 |
| Bronzo  | Louis Gantois        | Francia          | 4'20"1 |
| 4       | Wim van der Kroft    | Paesi Bassi      | 4'20"8 |
| 5       | Meinrad Miltenberger | Germania         | 4'21"6 |
| 6       | Lubomír Vambera      | Cecoslovacchia   | 4'24"0 |
| 7       | Hendrik Verbrugghe   | Belgio           | 4'25"0 |
| 8       | Lev Nikitin          | Unione Sovietica | 4'26"2 |
| 9       | Bertram Oldershaw    | Canada           | 4'26"5 |